# 吉村镇
吉村镇，是中华人民共和国江西省赣州市大余县下辖的一个乡镇级行政单位。

## 行政区划
吉村镇下辖以下地区：
中村、沙村、满埠村、右源村、解放村、游仙村、民主村、上村和吉村。